# Classe Kearsarge
Classe Kearsarge foi uma classe de couraçados pré-dreadnought operada pela Marinha dos Estados Unidos, composta pelo USS Kearsarge e USS Kentucky. Suas construções começaram em 1896 nos estaleiros da Newport News Shipbuilding, sendo lançados ao mar em 1898 e comissionados em 1900. O projeto da classe serviu de meio-termo entre os projetos de suas predecessoras Classe Indiana e USS Iowa em questões de navegabilidade. Além disso, os navios adotaram um esquema único de armamento, possuindo uma torre de artilharia dupla de canhões de 203 milímetros instalada e fixada no teto das torre de artilharia duplas principais de 330 milímetros.
Os couraçados da Classe Kearsarge eram armados com uma bateria principal composta por quatro canhões de 330 milímetros montados em duas torres de artilharia duplas. Tinham um comprimento de fora a fora de 114 metros e meio, boca de 22 metros, calado de sete metros e um deslocamento carregado de treze mil toneladas. Seus sistemas de propulsão eram compostos por cinco caldeiras a carvão que alimentavam dois motores de tripla-expansão, que por sua vez giravam duas hélices até uma velocidade máxima de dezesseis nós (trinta quilômetros por hora). Os navios também tinham um cinturão principal de blindagem que ficava entre 102 e 419 milímetros de espessura.
Os dois navios tiveram carreiras relativamente tranquilas, com suas principais atividades consistindo em exercícios e treinamentos de rotina. Eles costumavam servir na Esquadra do Atlântico Norte, mas em determinados momentos de suas carreiras atuaram também na Europa, Sudeste Asiático e Caribe. Ambos deram uma volta ao mundo entre 1907 e 1909 como parte da Grande Frota Branca, sendo modernizados ao retornarem e então usados como navios-escola até serem descomissionados em 1920. O Kentucky foi desmontado em 1923, já o Kearsarge foi convertido em um navio-guindaste, exercendo esta função pelas três décadas seguintes até ser desmontado em 1955.

## Projeto

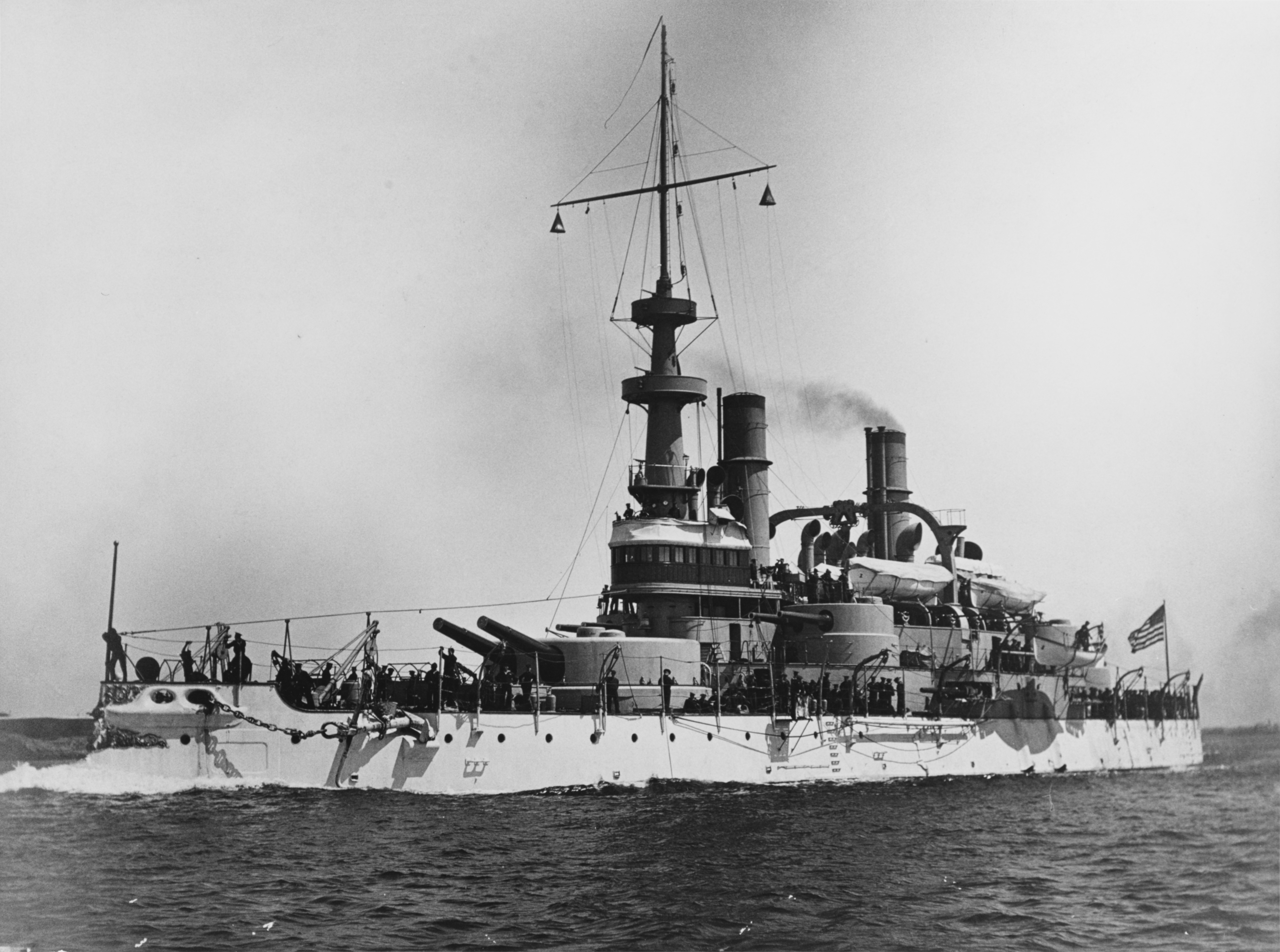
, o primeiro encouraçado moderno dos EUA

Após a autorização do encouraçado Iowa em 1892, a Marinha dos Estados Unidos não conseguiu encomendar novos navios em 1893 e 1894; isso foi em parte resultado de uma depressão econômica em 1893 que reduziu os orçamentos navais e também das opiniões do novo secretário da Marinha Hilary A. Herbert, que se opôs a frotas de encouraçados caros no início da década. No entanto, o Bureau of Construction and Repair continuou a trabalhar em novos projetos e, em 1893, Herbert foi convencido pelo trabalho seminal de Alfred Thayer Mahan, The Influence of Sea Power upon History. Em seu orçamento solicitado para 1893, Herbert solicitou ao Congresso fundos apropriados para pelo menos um novo encouraçado. O Congresso adiou até 1895, quando autorizou o financiamento de dois navios que se tornariam a classe Kearsarge pela Lei de 2 de março de 1895.

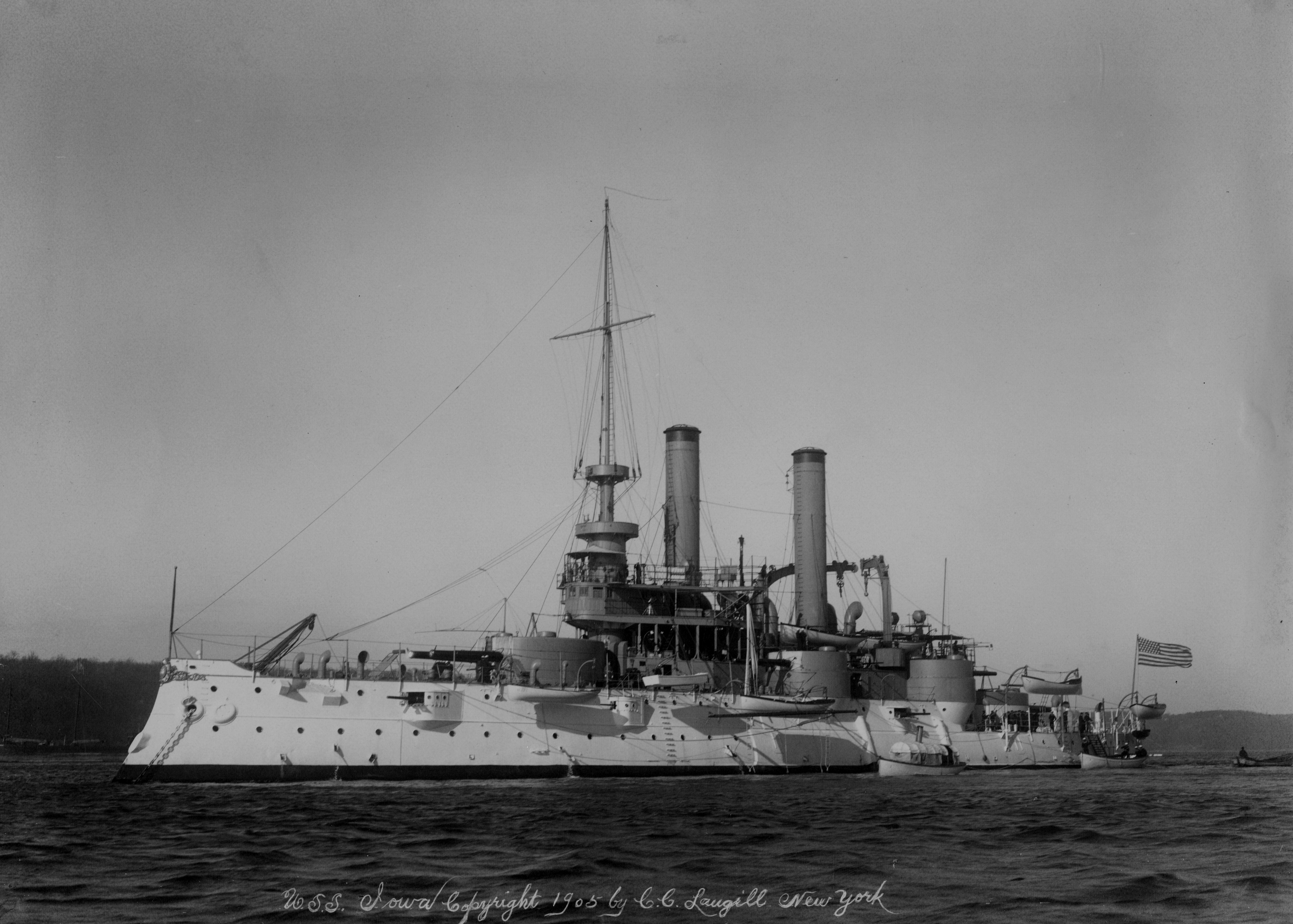
, que também influenciou o design da classe Kearsarge

O trabalho no novo projeto começou imediatamente e, no final de março, quatro propostas foram preparadas. Todos os quatro marcaram um meio-termo entre o Iowa de borda livre alta e os encouraçados costeiros da classe Indiana; eles tinham uma borda livre maior do que a do Indiana mas não tinham o castelo de proa elevado que havia dotado o Iowa de uma excelente navegabilidade. O armazenamento de carvão, novamente, representou um meio-termo entre os dois. A proteção da blindagem foi aumentada em comparação com as embarcações anteriores, que incluíam um arranjo aprimorado do convés blindado para proteger um volume maior do casco. A bateria principal deveria repetir os canhões de 305 milímetros usados no Iowa, uma vez que disparavam significativamente mais rápido do que os canhões de 330 milímetros da classe Indiana.
Os projetos variaram consideravelmente no que diz respeito ao seu armamento. A esta altura, um novo canhão de disparo de 127 milímetros já havia sido desenvolvido, o que aumentou significativamente o poder ofensivo da bateria secundária. Os projetistas inicialmente consideraram a adoção de torres de canhão para o armamento secundário, mas decidiram contra isso devido ao aumento de peso de tal arranjo, junto com problemas com paióis de munição e controle de fogo. Todos os quatro projetos os organizaram em uma bateria central no meio do navio, o que forçou a bateria secundária de canhões de 203 milímetros a ser empurrada para as extremidades do navio. As quatro variantes adotaram arranjos diferentes para esses canhões: "A" exigia oito canhões, dois em posições centrais, disparando sobre [en] a bateria principal, e duas torres laterais no meio do navio. "B" descartou a torre dianteira e colocou duas torres laterais mais à frente e uma, à ré, disparando sobre a bateria principal; "C" manteve as torres da linha central e descartou as montagens laterais, e "D" optou pelo reverso de "C".
O C&R preferia o design "A", uma vez que maximizava o poder de fogo, enquanto o Bureau of Ordnance (BuOrd) acreditava que nenhuma das propostas valia a pena prosseguir. Um alferes do BuOrd, Joseph Strauss, desenvolveu uma torre de dois andares que resolveu o problema; ele carregaria os canhões de 203 milímetros em uma torre separada montada diretamente no topo (e fixada) na torre da bateria principal. Strauss propôs uma quinta versão, "E", que incorporou sua torre. Alguns oficiais questionaram se era aconselhável que os canhões de 203 milímetros não pudessem ser direcionados contra alvos diferentes dos que os canhões de 305 milímetros estavam engajando, mas Strauss apontou que a longo alcance, os navios eram alvos relativamente pequenos e, a curta distância, o tempo de recarga muito maior dos canhões grandes permitiria que os canhões de 203 milímetros direcionassem a rotação da torre enquanto as guarnições dos canhões preparavam os canhões principais. Nessa época, os engenheiros navais americanos haviam feito melhorias em seus projetos de torres de canhão e economias significativas de peso foram alcançadas. Além disso, a torre de dois andares e quatro canhões adotada para a classe Kearsarge era mais leve do que as torres de dois canhões usadas no Indiana de apenas cinco anos antes.
Ao mesmo tempo, o BuOrd registrou sua oposição ao que considerava uma regressão aos canhões de 305 milímetros; embora os canhões de 330 milímetros fossem mais lentos para disparar, o BuOrd estimou que eram 30 por cento mais poderosos. Experimentos com placa blindada de 381 milímetros demonstraram que canhões de 305 milímetros não poderiam penetrar essa espessura, mesmo no alcance relativamente próximo de 910 metros, enquanto os projéteis de 330 milímetros foram capazes de derrotar a placa blindada. O C&R recusou-se a aceitar as objeções do BuOrd, mas testes posteriores com uma maquete do cinturão de Iowa demonstraram que os projéteis de 330 milímetros poderiam derrotar facilmente a blindagem, enquanto os projéteis de 305 milímetros ricocheteavam. A Marinha decidiu adotar o "E", com canhões de 330 milímetros no lugar dos canhões de 305 milímetros originalmente propostos.
A Marinha repetiu o arranjo de torre de dois andares com os couraçados da classe Virginia projetados no início de 1900, com o mesmo raciocínio, ou seja, o objetivo de redução de peso e a crença de que os canhões de 203 milímetros de disparo mais rápido poderiam ser operados sem atrapalhar os canhões de 305 milímetros adotados para os membros desta classe. Um novo design de torre inclinada corrigiu o problema com as aberturas excessivamente grandes das torres Kearsarge, mas o advento de canhões de grande calibre e com disparos rápidos tornou o conceito um fracasso, já que os canhões de 305 milímetros disparavam quase tão rapidamente quanto os de 203, e os últimos não podiam ser disparados sem graves efeitos de explosão prejudicando a tripulação dos primeiros.

## Características
Os dois navios da classe Kearsarge tinham 112 metros de comprimento na linha d'água e 114 metros de comprimento total, com boca de 22 metros e um calado de sete. Eles deslocavam 11 730 toneladas normalmente, aumentado para 13 060 quando plenamente carregados. Assim como a classe Indiana, a classe Kearsarge também teve uma borda livre muito baixa, totalizando quatro metros em condições normais, o que resultou na inutilização de suas armas em caso de mau tempo. Os cascos dos navios incorporavam um proeminente rostro, uma característica comum aos encouraçados da época.

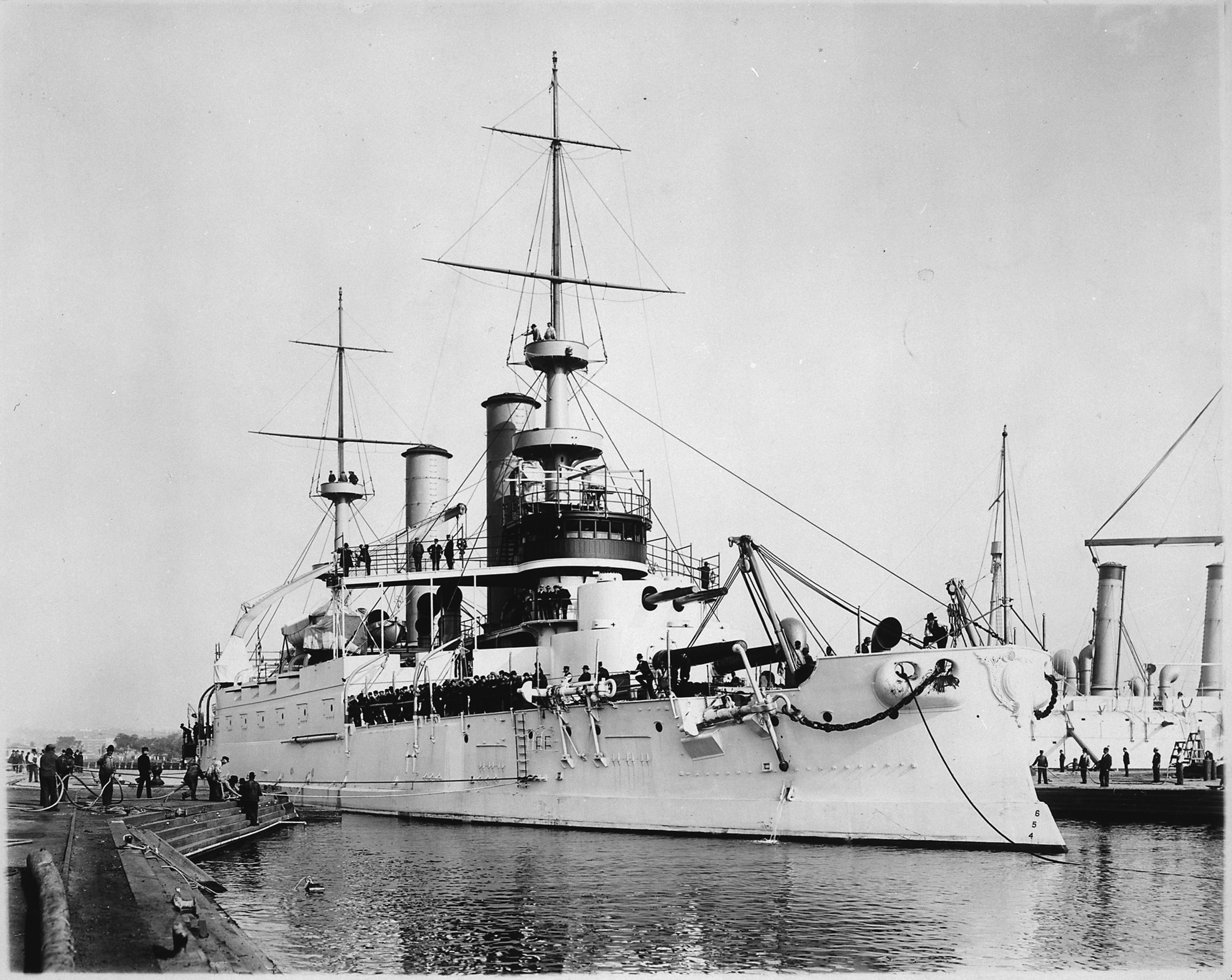
Kearsarge docado.

A direção era controlada com um único leme; enquanto navegassem a uma velocidade de doze nós (22 quilômetros por hora), os navios da classe Kearsarge precisariam de 434 metros para completar uma volta a bombordo e 420 metros virar para estibordo. Quando concluídos, os dois navios carregavam dois mastros militares pesados que carregavam alguns dos canhões leves dos navios, junto com ponteiras para ajudar a direcionar a mira de seus canhões. O Kearsarge era tripulado por 38 oficiais e 548 homens alistados, enquanto o Kentucky carregava 38 oficiais e 549 homens alistados. Este número foi posteriormente ajustado para 40 oficiais e 513 homens alistados.
Os encouraçados tinham dois motores a vapor de tripla expansão vertical de três cilindros, cada um acionando uma única hélice helicoidal. O vapor para os motores era fornecido por cinco caldeiras marítimas Scotch movidas a carvão, que eram canalizadas para um par de funis. Os motores dos navios foram projetados para produzir um total de 10 mil cavalos de potência, gerando uma velocidade máxima de dezesseis nós (trinta quilômetros por hora). Durante os testes no mar, a potência e a velocidade indicadas excederam o projeto, com os motores de Kearsarge produzindo um total de 11 674 cavalos de potência com uma velocidade de 16,8 nós (31,1 quilômetros por hora). Já a propulsão do Kentucky atingiu 12 179 cavalos de potência e uma velocidade de 16,9 nós (31,3 quilômetros por hora). O armazenamento de carvão totalizou 420 toneladas normalmente e até 1 617 toneladas em plena carga. A uma velocidade de cruzeiro de dez nós (dezenove quilômetros por hora), os navios tinham uma autonomia de 9 390 quilômetros.

### Armamento
Os encouraçados da classe Kearsarge tinham duas torres duplas, com dois canhões de 330 milímetros (com 35 calibres de comprimento), e dois de 203 milímetros (também de 35 calibres de comprimento) cada, empilhados em dois níveis. As armas e a blindagem da torre foram projetadas pelo BuOrd, enquanto a própria torre foi projetada pelo C&R. Como as torres mantinham as paredes verticais do tipo usado na primeira geração de encouraçados americanos, as portas tinham que ser muito grandes para permitir elevação suficiente. O então tenente William Sims observou que os pisos das torres podiam ser facilmente vistos através das portinholas e afirmou que, como resultado, um projétil disparado contra a portinhola poderia atingir os paióis abaixo, explodindo os canhões.

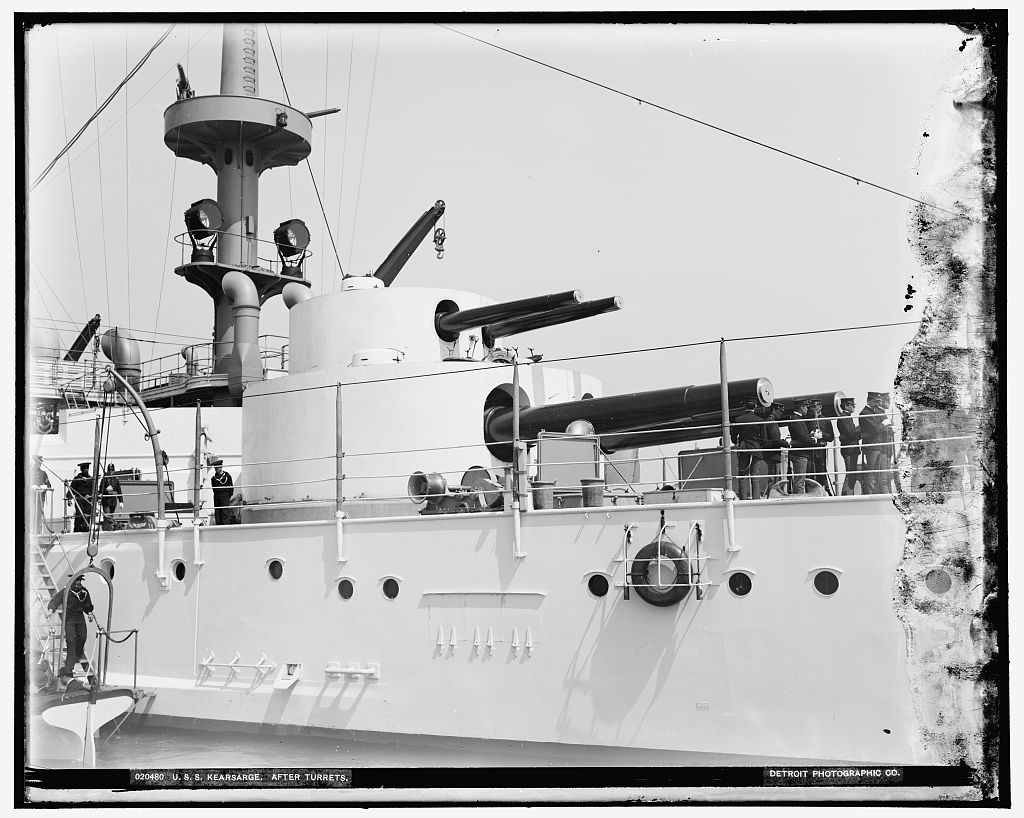
A torre de dois andares do Kearsarge.

A bateria de 330 milímetros consistia em canhões embutidos (especialmente reforçados) do tipo Mark II, montados em torres Mark III treinadas eletricamente. Eles eram originalmente recarregados com cargas de propelente de pólvora marrom que pesavam quase 230 kg, sendo posteriormente substituído por cargas sem fumaça de 82 kg. Os projéteis tinham uma velocidade de saída de 610 metros por segundo, e no cano, podiam penetrar até 640 milímetros de aço padrão, e na faixa de 2 300 metros, poderiam perfurar 510 milímetros de aço. As torres permitiam que a depressão chegasse a -5 graus e elevação a 15 graus, o que fornecia um alcance máximo de 11 mil metros, embora isso excedesse significativamente o que poderia ser alcançado com o rudimentar equipamento de direção de artilharia da época; o BuOrd recomendou que as tripulações abrissem fogo a 7 300 metros, e mesmo isso foi otimista. A cadência de tiro era de um tiro a cada 320 segundos, e as armas tinham que ser devolvidas à elevação de 2 graus para serem recarregadas.
Os canhões de 203 milímetros eram da versão Mark IV, que tinha uma velocidade de saída de 630 metros por segundo. Também originalmente carregados com pólvora marrom, eles também receberam cargas sem fumaça atualizadas no início de 1900. A mudança melhorou a cadência de um tiro por minuto para um tiro a cada quarenta segundos. O recarregamento passou a ser feito a zero graus. Eles eram montados em torres Mark IX que foram fixadas no topo das torres da bateria principal. O arranjo foi adotado porque a cadência de tiro significativamente maior dos canhões de 203 milímetros reduzia a interferência entre os canhões, mas com a adoção de propelentes sem fumaça e de disparo rápido para a bateria principal no início de 1900 provou que essa era uma suposição incorreta.
Os canhões da torre eram apoiados por uma bateria de quatorze canhões de 127 milímetros montados individualmente em casamatas no convés superior, sete em cada lateral. Assim que os navios entraram em serviço, descobriu-se que a bateria central havia sido colocada muito perto da linha d'água e as casamatas eram frequentemente inundadas, tornando-as inutilizáveis em qualquer condição que não fosse de mares calmos. Para defesa contra torpedeiros, eles também carregavam vinte canhões Hotchkiss de 57 milímetros e oito canhões de 1 libra (37 milímetros). Estes também estavam em montagens individuais abertas distribuídas pelos conveses e gáveas dos mastros; oito dos canhões de 57 milímetros foram colocados em uma bateria lateral um convés acima dos canhões de 127 milímetros, quatro de cada lado. Mais quatro foram colocados em casamatas na proa, e outros quatro foram dispostos de forma semelhante na popa. Os navios também carregavam um par de metralhadoras M1895 Colt-Browning com cartuchos de seis milímetros Lee Navy.
Como era de costume para os encouraçados da época, a classe Kearsarge carregava quatro tubos de torpedo de 457 milímetros. Estes foram colocados em montagens acima da água no casco; dois foram colocados lado a lado com a torre da bateria principal dianteira e os outros dois foram colocados em ambos os lados da superestrutura traseira. Os tubos eram fornecidos com um total de seis torpedos. Eles eram inicialmente equipados com o design Mark II Whitehead, que carregava uma ogiva de 64 kg e tinha um alcance de 730 metros a uma velocidade de 27 nós (cinquenta quilômetros por hora).

### Blindagem
Os navios foram protegidos com aço Harvey, uma melhoria em relação às placas compostas anteriores. A faixa principal do cinturão blindado se estendia da sala da caldeira dianteira até a barbeta da bateria principal da popa e cobria uma seção do casco de um metro acima da linha d'água e 1,2 metros abaixo desta. O cinturão tinha 419 milímetros de espessura na parte superior, diminuindo gradualmente para 337 milímetros na linha d'água, e reduzindo ainda mais para 241 milímetros na borda inferior do cinturão. À frente das caldeiras, o cinturão foi reduzia para espessura 267 milímetros e, da barbeta dianteira, reduzida ainda mais para 102 milímetros. Anteparas transversais de 254 milímetros a 305 milímetros conectavam o cinturão a ambos os lados dos navios. Acima do strake principal havia uma segunda antepara que era 127 milímetros de espessura, estendendo-se da frente para trás da barbeta.

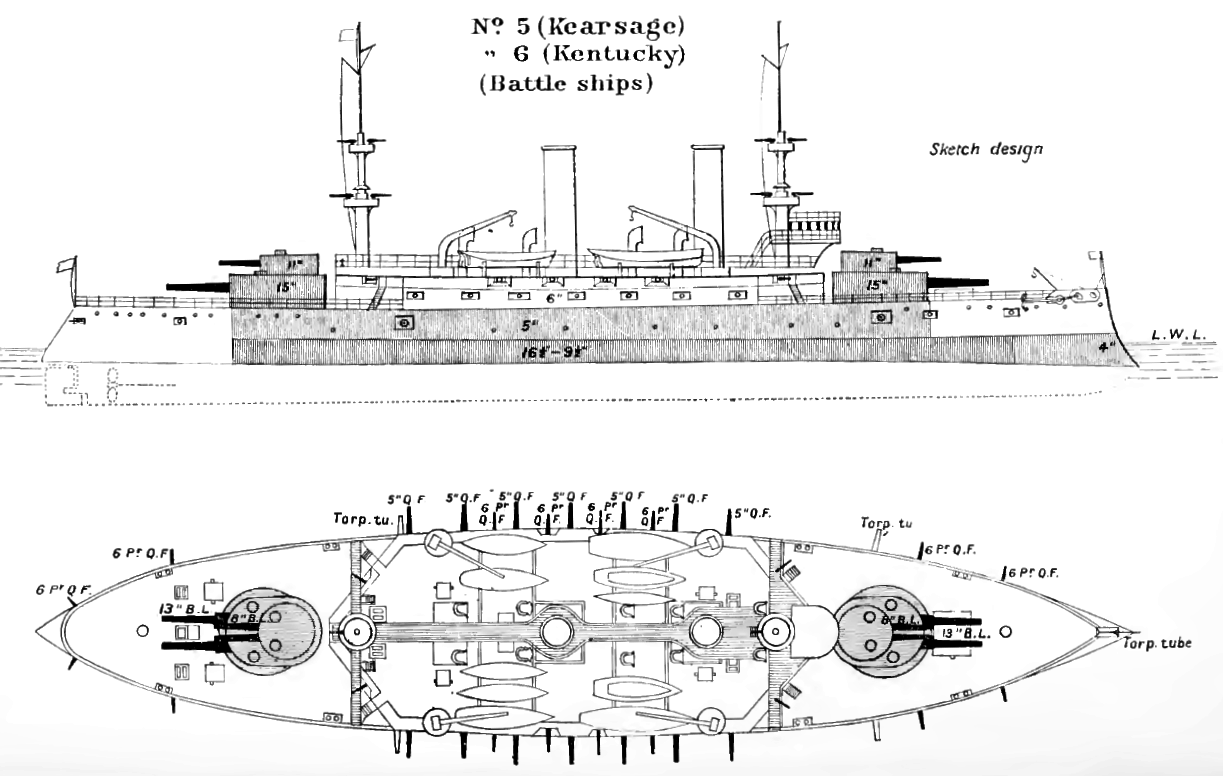
Topo e desenho do perfil conforme retratado no Brassey's Naval Annual, mostrando a disposição dos canhões e blindagens.

A estrutura do cinturão era reforçada por um deck de blindagem curvado nas laterais e conectado à borda inferior do cinturão. A parte plana do convés estava nivelada com a borda superior do cinturão e tinha setenta milímetros de espessura. Para a frente, onde a espessura do cinturão foi significativamente reduzida, a espessura do convés foi aumentada ligeiramente para 76 milímetros; a ré, onde não havia proteção lateral, o convés foi mais significativamente reforçado, com 127 milímetros de espessura. A torre de comando tinha 254 milímetros em seus lados e uma espessura 51 milímetros no telhado.
A blindagem para as torres de 330 milímetros era de 381 a 432 milímetros nas laterais e 640 milímetros na parte traseira para equilibrar as torres, enquanto as torres de 203 milímetros receberam chapas de 152 a 279 milímetros de espessura nas laterais e 230 milímetros na traseira. Seus tetos eram de 89 milímetros e cinquenta polegadas de espessura para as torres de 330 e 203 milímetros, respectivamente. As torres se apoiavam em barbetas blindadas que eram de 318 a 381 milímetros de espessura. A bateria de 127 milímetros, que foi colocada diretamente acima do cinturão superior, recebeu 152 milímetros de blindagem. A bateria casamatada carecia de telas entre cada arma, uma deficiência significativa, já que um único tiro poderia desativar várias armas.

### Modificações
Depois que a Marinha dos Estados Unidos introduziu o disparo rápido para os canhões principais em 1903, Kearsarge e Kentucky instalaram persianas automáticas nos elevadores de munição para evitar que uma explosão na torre descesse até os depósitos. Depois que uma carga de propelente foi acidentalmente detonada por um curto-circuito elétrico a bordo do Kentucky em abril de 1906, a maioria dos equipamentos elétricos foi removido das torres dos navios e precauções adicionais foram instaladas, incluindo anteparas entre os canhões em cada torre e evacuadores de gás nas culatras dos canhões para evitar que os gases propelentes soprassem de volta para as torres.
Entre 1909 e 1911, a maioria dos canhões de 57 milímetros foram removidos e mais quatro canhões de 127 milímetros foram instalados. Os mastros militares originais foram substituídos por modelos treliçados e os tubos de torpedos também foram removidos. Os navios também tiveram suas caldeiras originais substituídas por oito caldeiras Mosher. Os navios passaram por outra reforma em 1919, que incluiu a remoção de todos os canhões, exceto oito de 127 milímetros. As armas que foram removidas foram usadas para armar navios mercantes para se defenderem contra ataques de submarinos alemães. Um par de canhões antiaéreos de 76 milímetros foram instalados a bordo de cada navio. Em algum ponto da carreira dos navios, anteparas de estilhaços foram adicionadas à bateria de 127 milímetros para melhorar a capacidade de sobrevivência.

## Navios
| Nome          | N° do casco | Construtor                | Batimento           | Lançado             | Comissionado            | Destino                                                                              |
| ------------- | ----------- | ------------------------- | ------------------- | ------------------- | ----------------------- | ------------------------------------------------------------------------------------ |
| USS Kearsarge | BB-5        | Newport News Shipbuilding | 30 de junho de 1896 | 24 de março de 1898 | 20 de fevereiro de 1900 | Convertido em um navio guindaste em 1920, vendido para sucata em 9 de agosto de 1955 |
| USS Kentucky  | BB-6        | Newport News Shipbuilding | 30 de junho de 1896 | 24 de março de 1898 | 15 de maio de 1900      | Vendido para sucata em 24 de março de 1923                                           |

## Históricos de serviço

### USSKearsarge(BB-5)
O Kearsarge foi estabelecido em 30 de junho de 1896. Ele foi lançado em 24 de março de 1898 e comissionado em 20 de fevereiro de 1900. De 1900 a 1905, o Kearsarge serviu como nau capitânia do Esquadrão do Atlântico Norte, exceto por um curto período em 1904, quando foi redesignado como nau capitânia do Esquadrão Europeu. Em 1905, o encouraçado Maine substituiu o Kearsarge como nau capitânia da Frota do Atlântico Norte, embora permanecesse com a frota. Em abril, o navio sofreu uma explosão em sua torre dianteira de 330 milímetros que matou dez tripulantes; Isadore Nordstrom e George Breeman receberam a Medalha de Honra, o primeiro por resgatar vários homens gravemente feridos e o último por impedir que o fogo atingisse os paióis de propelente.

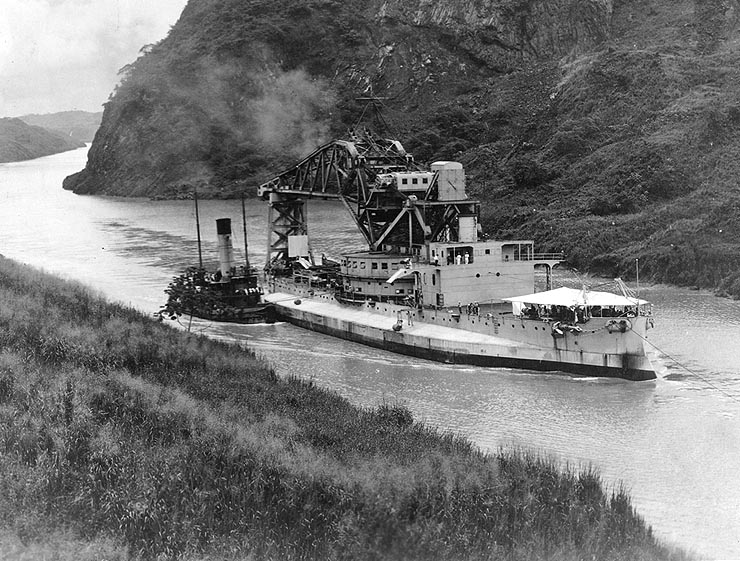
Kearsarge como Crane Ship No. 1 passando pelo Canal do Panamá.

Em 1907, a Grande Frota Branca recebeu ordens do presidente dos Estados Unidos, Theodore Roosevelt, para dar a volta ao mundo como uma demonstração do poder da Marinha dos Estados Unidos. O Kearsarge foi anexado à Quarta Divisão do Segundo Esquadrão. A frota partiu de Hampton Roads em 16 de dezembro de 1907, circulou pela América do Sul, passou por São Francisco e chegou ao Havaí. De lá eles navegaram para a Nova Zelândia e Austrália, visitaram as Ilhas Filipinas, Japão, China e Ceilão antes de transitar pelo Canal de Suez. A frota se dividiu em Porto Saíde para visitar vários portos, com o Kearsarge partindo para Malta e Argel, antes de se reformar com o restante da frota em Gibraltar. Os navios chegaram a Hampton Roads em 22 de fevereiro de 1908.
Entre 1909 e 1911, o Kearsarge foi modernizado no Estaleiro Naval da Filadélfia, e depois disso foi colocado na reserva. Ele foi recomissionado em 23 de junho de 1915 e operou ao longo da costa atlântica pelos próximos dois anos como um navio de treinamento para a milícia naval de Massachusetts e Maine. Depois que os Estados Unidos entraram na Primeira Guerra Mundial em abril de 1917, ele foi usado para treinar equipes de guarda armada e engenheiros navais durante cruzeiros ao longo da costa atlântica. Após o fim da guerra, ele continuou as funções de treinamento até ser desativado no Philadelphia Navy Yard em 10 de maio ou 18 de maio de 1920.
O Kearsarge foi convertido em um navio guindaste e recebeu o número IX-16 em 17 de julho de 1920, mas foi alterado para AB-1 em 5 de agosto. Suas torres, superestrutura e blindagem foram removidas e substituídas por um grande guindaste giratório com capacidade de elevação de 254 toneladas, bem como boias de três metros, que melhoraram sua estabilidade. O navio guindaste foi usado frequentemente nos próximos 20 anos, incluindo a captação do USS Squalus em 1939. Em 6 de novembro de 1941, o Kearsarge foi renomeado como Crane Ship No. 1, permitindo que seu nome fosse dado ao porta-aviões que acabou sendo renomeado Hornet e, posteriormente, ao porta-aviões Kearsarge.  Ele continuou seu serviço, no entanto, lidando com canhões, torres, blindagens e outras cargas pesadas para navios como os encouraçados Indiana, Alabama e Pennsylvania e os cruzadores Savannah e Chicago. Ele foi transferido para o Estaleiro Naval de São Francisco em 1945, onde participou da reconstrução do Hornet, do porta-aviões Boxer, e do porta-aviões Saratoga. Em 1948, ele trocou a Costa Oeste pelo Estaleiro Naval de Boston. Em 22 de junho de 1955, seu nome foi retirado do Registro Naval e ele foi vendido para sucata em 9 de agosto.

### USSKentucky(BB-6)
O Kentucky teve sua quilha batida no mesmo dia que seu navio irmão e foi lançado no mesmo dia também. Ele foi comissionado em 15 de maio de 1900. Mais tarde naquele ano, ele partiu para a China para se juntar à Aliança das Oito Nações, então no processo de reprimir a Rebelião dos Boxers. O Kentucky chegou ao leste da Ásia no início de 1901 e não viu nenhuma ação durante o estágio final do levante. O navio operou na região até o início de 1904. Depois de retornar aos Estados Unidos, ele se juntou ao Esquadrão do Atlântico Norte em 1905. Durante a Insurreição Cubana de 1906, ele carregou fuzileiros navais para a ilha, embarcando-os em Provincetown e desembarcando-os em Havana, Cuba para a Segunda Ocupação de Cuba.

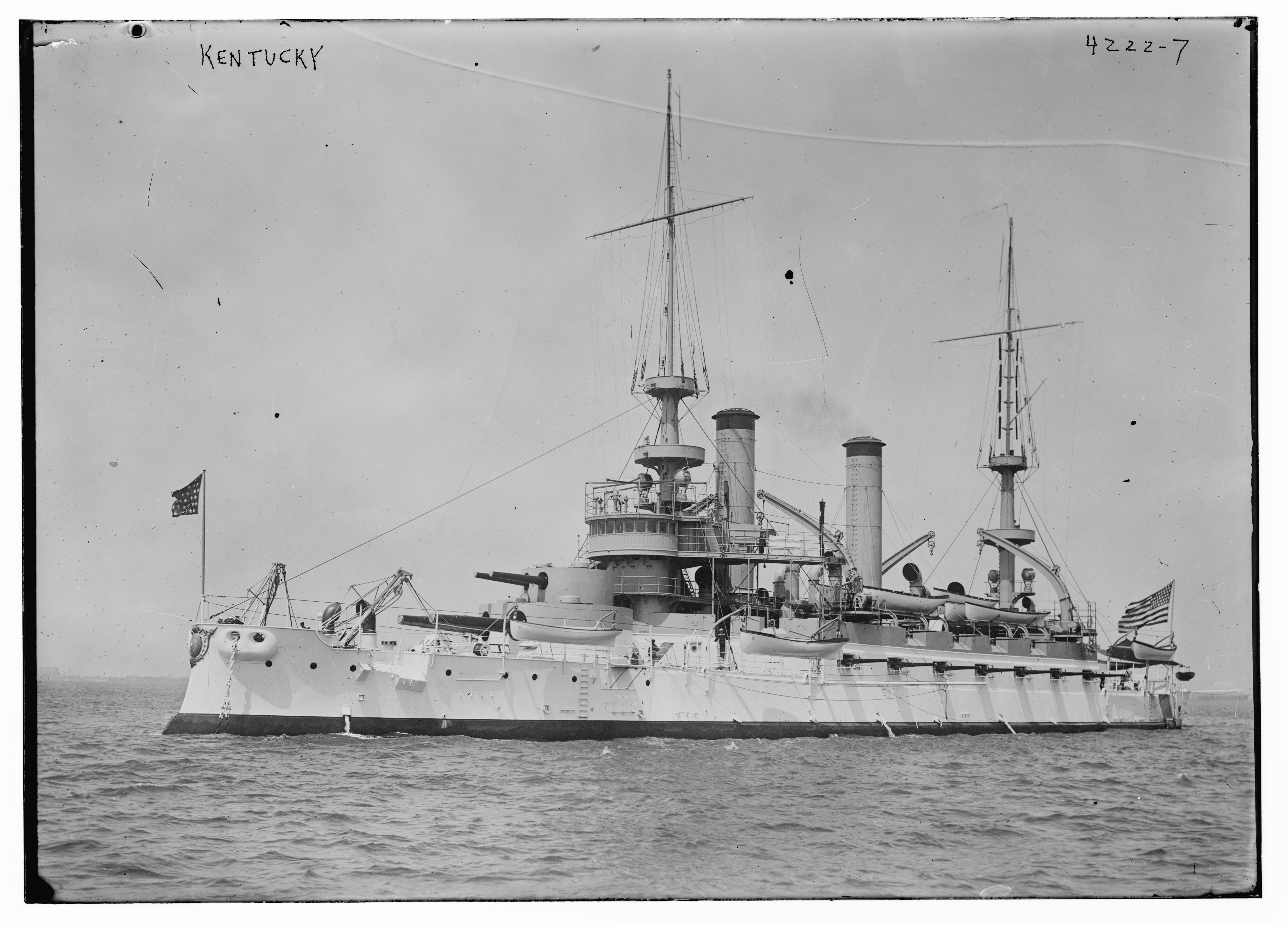
Kentucky ancorado, c. 1900

Em 1907, o Kentucky participou da Grande Frota Branca, como parte da Quarta Divisão com seu companheiro de classe. A frota partiu de Hampton Roads em 16 de dezembro de 1907, circulou pela América do Sul, passou por São Francisco e chegou ao Havaí. De lá, eles navegaram para a Nova Zelândia e Austrália, visitaram as Ilhas Filipinas, Japão, China e Ceilão antes de transitar pelo Canal de Suez. A frota se dividiu em Porto Saíde, com Kentucky visitando Trípoli e Argel, antes de se reformar com a frota em Gibraltar. Ele voltou para Hampton Roads em 22 de fevereiro.
De 1909 a 1911, o Kentucky foi modernizado no Estaleiro Naval da Filadélfia. Depois disso, ele foi colocado na reserva, onde permaneceu até ser recomissionado na Filadélfia em 23 de junho de 1915. Após a ocupação de Veracruz pelos Estados Unidos, ele navegou para o México, patrulhando a costa de Veracruz até 1916. Ele então voltou para Nova York, onde permaneceu até os Estados Unidos entrarem na Primeira Guerra Mundial. Durante a guerra, ele operou como navio de treinamento como parte do esforço de mobilização, treinando vários milhares de homens ao longo da costa atlântica.
No final de 1918 e início de 1919, o Kentucky foi reformado no Boston Navy Yard. Ele então partiu para exercícios na Baía de Guantánamo, Norfolk, e ao longo da costa da Nova Inglaterra, e mais tarde treinou aspirantes da Academia Naval dos Estados Unidos. O Kentucky foi desativado em 29 de março de 1920; a Marinha considerou brevemente reconstruí-lo em um navio guindaste também, mas acabou decidindo contra isso. Seu nome foi retirado do Registro Naval em 27 de maio de 1922 e ele foi vendido como sucata para a Dravo Corporation em 24 de março de 1923.